# 坎波韦尔迪
坎波韦尔迪是巴西马托格罗索州的一个市镇。总面积4794.555平方公里，总人口26056人，人口密度5.4人/平方公里。